# Vila Quisisana
Vila Quisisana je dvoupodlažní lázeňská vila s obytným podkrovím a vysokým suterénem. Dle vročení na fasádě byla budova vybudována v roce 1894. Jedná se o příklad menšího objektu reprezentujícího lázeňství přelomu 19. a 20. století. Budovu architektonicky charakterizuje eklektická kombinace novorenesance a secese a také bohaté vnější i vnitřní členění.
Mansardová střecha je členěná rizality, vikýři a ve střední části věžičkou zakončenou lucernou. Oba rizality mají představěné arkýře zakončené balkóny s balustrádou. Bohatě členitá fasáda je zdobena obíhající římsou v úrovni prvního a výrazněji druhého nadzemního podlaží a nadokenními římsami. Na západní straně se nalézá přistavěné zádveří s nízkou členěnou střechou v úrovni přízemí. Na jižní straně je v úrovni suterénu prosklená přístavba s pultovou střechou. Stavba obsahuje i architektonicky nevhodné prvky: mříže s iniciálami Agrobanky.
V první polovině 20. století je dlouhodobě jako majitelka uváděna Hermine Exner. Současným (2025) a dlouhodobým majitelem budovy od druhé poloviny 20. století je město Janské Lázně.
Ve vile sídlil místní národní výbor. Přibližně od roku 1960 v prvním patře sídlila i městská knihovna. Od roku 1992 se jedná o státem chráněnou kulturní památku. Budova slouží pro potřeby bydlení, ale nachází se v ní i ordinace lékaře, lékárna a kavárna.